# Гарбор-Гайтс (Флорида)
Гарбор-Гайтс (англ. Harbour Heights) — переписна місцевість (CDP) в США, в окрузі Шарлотт штату Флорида. Населення — 3428 осіб (2020).

## Географія
Гарбор-Гайтс розташований за координатами 26°59′31″ пн. ш. 82°0′23″ зх. д. / 26.99194° пн. ш. 82.00639° зх. д. (26.992072, -82.006460).  За даними Бюро перепису населення США в 2010 році переписна місцевість мала площу 6,32 км², з яких 5,61 км² — суходіл та 0,71 км² — водойми.

## Демографія
Згідно з переписом 2010 року, у переписній місцевості мешкало 2987 осіб у 1314 домогосподарствах у складі 912 родин. Густота населення становила 473 особи/км².  Було 1598 помешкань (253/км²).
Расовий склад населення:
| - 90,1 % — білих - 5,8 % — чорних або афроамериканців - 1,1 % — азіатів - 0,2 % — корінних американців - 1,2 % — осіб інших рас |

До двох чи більше рас належало 1,6 %. Частка іспаномовних становила 5,2 % від усіх жителів.
За віковим діапазоном населення розподілялося таким чином: 16,5 % — особи молодші 18 років, 53,8 % — особи у віці 18—64 років, 29,7 % — особи у віці 65 років та старші. Медіана віку мешканця становила 52,3 року. На 100 осіб жіночої статі у переписній місцевості припадало 91,5 чоловіків;  на 100 жінок у віці від 18 років та старших — 90,5 чоловіків також старших 18 років.
Середній дохід на одне домашнє господарство  становив 65 964 долари США (медіана — 43 114), а середній дохід на одну сім'ю — 82 702 долари (медіана — 54 708). Медіана доходів становила 60 109 доларів для чоловіків та 45 147 доларів для жінок. За межею бідності перебувало 10,6 % осіб, у тому числі 32,1 % дітей у віці до 18 років та 4,5 % осіб у віці 65 років та старших.
Цивільне працевлаштоване населення становило 993 особи. Основні галузі зайнятості: освіта, охорона здоров'я та соціальна допомога — 23,2 %, роздрібна торгівля — 16,6 %, науковці, спеціалісти, менеджери — 11,5 %, транспорт — 9,9 %.